# 矢田耕司
矢田 耕司（やだ こうじ、本名：矢田 弘二（やだ ひろじ）、1933年4月15日 - 2014年5月1日）は、日本の声優、俳優。元子役。東京都出身。青二プロダクション最終所属。矢田 耕志との表記もある。

## 経歴
麻布高等学校卒業。
1942年から1945年までNHKで子役として活動。1954年12月に劇団青い実の会の創立に参加し、1959年まで所属。タレントエージェントを経て、1961年4月にテアトル・エコーに入団。青二プロダクションの創立に参加、晩年まで所属していた。
2014年5月1日午後2時19分、慢性腎不全のため埼玉県富士見市の病院で死去したことが、所属事務所である青二プロダクションの公式サイトにて発表された。81歳没。5月19日には、文化放送の『青山二丁目劇場』で追悼番組として、矢田自身も「会心の出来だった」と評価する『ひび割れたフルムーン』が放送された。

## 人物
声種は「暖かくムーディーなハイバリトン」。音域はG-C。ちょっとカン高い声が特徴的。アニメ『聖闘士星矢』にて持ち役であった老師こと天秤座の童虎を演じていたころ、犬を飼っており、その犬の顔が童虎に似ていたため、「お前の役をやってくるぞ」と言ってスタジオに行っていたという。
特技はゴルフ、野球、へら鮒釣り。

## 後任
矢田の死後、持ち役を引き継いだ人物は以下の通り。
| 後任       | 役名                    | 作品                                     | 後任の初出演                          |
| ---------- | ----------------------- | ---------------------------------------- | ------------------------------------- |
| 沢木郁也   | Dr.ゲロ（人造人間20号） | 『ドラゴンボールZ』                      | 『ドラゴンボールフュージョンズ』      |
| 後藤哲夫   | Dr.コーチン             | 『ドラゴンボールZ この世で一番強いヤツ』 | 『ドラゴンボールヒーローズ』          |
| 樋浦勉     | ゼフ                    | 『ONE PIECE』                            | 第794話                               |
| 岩崎ひろし | 天秤座の童虎（老師）    | 『聖闘士星矢』                           | 『聖闘士星矢: Knights of the Zodiac』 |
| 野島昭生   | 寺井黄之助              | 『まじっく快斗』                         | 『名探偵コナン 犯人の犯沢さん』       |

## 出演

### テレビアニメ
太字はメインキャラクター。
1965年
- 宇宙エース（カトル）
- 宇宙少年ソラン
- 鉄腕アトム (アニメ第1作)（アトムのパパ、女郎グモ兄弟 他）

1967年
- 黄金バット（ボルド）
- マッハGoGoGo

1968年
- 怪物くん
- 巨人の星（1968年 - 1971年）
- ゲゲゲの鬼太郎（第1作）
- サイボーグ009
- 妖怪人間ベム

1969年
- 海底少年マリン（パトロール隊員A、子分B、部下、男、X3号、海賊、副官、ブルーバー、子分A）
- 佐武と市捕物控（秀松）
- ハクション大魔王
- ひみつのアッコちゃん第1期（志ん太）
- 紅三四郎

1970年
- あしたのジョー
- アタックNo.1（1970年 - 1971年、松島中学監督、新幹線アナウンス、松木監督、飯田カメラマン 他）
- ばくはつ五郎（鬼丸）
- いなかっぺ大将
- 昆虫物語 みなしごハッチ

1971年
- アニメンタリー 決断
- アパッチ野球軍（小森、QL学園監督）
- 国松さまのお通りだい（伊野、志村、塩原、長山、青木、学院長、ワルA、先生A、生徒1、部員A、園芸部員A 他）
- ゲゲゲの鬼太郎（第2作）（1971年 - 1972年）
- さるとびエッちゃん
- 天才バカボン（1971年 - 1972年）
- ふしぎなメルモ
- 魔法のマコちゃん

1972年
- アニメドキュメント ミュンヘンへの道
- 海のトリトン（マーカス、老ペンギン）
- 樫の木モック（キャプテンキッド）
- デビルマン（妖将軍ムザン）
- ど根性ガエル（1972年 - 1974年）
- マジンガーZ（1972年 - 1974年、ナレーター、もりもり博士、ピグマン子爵他）
- 魔法使いチャッピー（パパ）
- ムーミン（選手、憲兵）
- ルパン三世 (TV第1シリーズ)

1973年
- 赤胴鈴之助
- 空手バカ一代（1973年 - 1974年）
- キューティーハニー
- ジャングル黒べえ（佐良利満〈しし男のパパ〉）
- ドラえもん（日本テレビ版）
- ドロロンえん魔くん（1973年 - 1974年）
- バビル2世
- ミラクル少女リミットちゃん（金時先生）
- 山ねずみロッキーチャック（うずらのボブ）
- ミクロイドS

1974年
- アルプスの少女ハイジ
- 宇宙戦艦ヤマト（1974年 - 1975年、古代の父）
- ゲッターロボ（1974年 - 1975年、文次、大魔人ユラー、神大造、アラン 他）
- グレートマジンガー（1974年 - 1975年、所員、怪魚将軍アンゴラス、バカラス）
- 新造人間キャシャーン（ルマンチャ）
- 荒野の少年イサム

1975年
- アラビアンナイト シンドバットの冒険（バルバ）
- 一休さん
- ゲッターロボG（1975年 - 1976年、文次、グラー博士、研究所医師、牛面鬼）
- 少年徳川家康（金田与左衛門）
- フランダースの犬（セルジオ）
- ラ・セーヌの星（衛兵隊長）

1976年
- キャンディ・キャンディ
- 超電磁ロボ コン・バトラーV（北原、五條雄吉 他）
- 母をたずねて三千里
- マシンハヤブサ（大和新伍）
- 妖怪伝 猫目小僧（なだれまねき）

1977年
- アローエンブレム グランプリの鷹（ナレーション）
- ジェッターマルス（ランプ）
- 大空魔竜ガイキング（スネイカー）
- マグネロボ ガ・キーン（ドクターキッパー、平賀源平）
- ルパン三世 (TV第2シリーズ)（1977年 - 1980年）
- 惑星ロボ ダンガードA（長老）

1978年
- 家なき子
- 一球さん（原島）
- 宇宙戦艦ヤマト2（1978年 - 1979年、タラン、首相）
- SF西遊記スタージンガー（1978年 - 1979年、ベン、ジエミンガ）
- キャプテン・フューチャー
- ピンク・レディー物語 栄光の天使たち
- 魔女っ子チックル（川井、星野幸太郎）

1979年
- 宇宙空母ブルーノア（ヤコペッティ）
- 宇宙戦艦ヤマト 新たなる旅立ち（タラン）
- 円卓の騎士物語 燃えろアーサー（ガーナム）
- 海底超特急マリン・エクスプレス（スカンク）
- 銀河鉄道999（1979年 - 1980年、清潔管理局長、隊長、男B、看守長、ブラック、ポリスA、ポリス）
- 銀河鉄道999 君は戦士のように生きられるか!!（参謀）
- サイボーグ009（1979年版）（ミルトン、ゲバルト教授、田辺博士、クラーク、ボス、メガロ）
- ジャン・バルジャン物語
- 日本名作童話シリーズ 赤い鳥のこころ
- 花の子ルンルン（ジュリアン）
- 無敵鋼人ダイターン3（ドグマン）

1980年
- 宇宙戦艦ヤマトIII（1980年 - 1981年、土門の父、黒田博士、タラン）
- 宇宙戦士バルディオス（ジャーマン）
- 怪物くん（テレビ朝日版）
- 銀河鉄道999 永遠の旅人エメラルダス（艦長）
- 銀河鉄道999 君は母のように愛せるか!!（本部員A）
- タイムパトロール隊オタスケマン（サンドイッチ）
- 釣りキチ三平（トニー）
- 魔法少女ララベル
- マリンスノーの伝説（所員A）
- メーテルリンクの青い鳥 チルチルミチルの冒険旅行（父親）
- 燃えろアーサー 白馬の王子（シュタイン）

1981年
- 銀河旋風ブライガー（1981年 - 1982年、ガイ・リン・ホー、チャーリー・ウォン）
- 荒野の呼び声 吠えろバック（オプライエン）
- タイガーマスク二世（1981年 - 1982年、アナウンサー、警察隊長、看守、ガードマン、政治家黒幕、レフリー、太郎吉 他）
- ハニーハニーのすてきな冒険
- ハロー!サンディベル
- フーセンのドラ太郎（頑固先生）
- ぼくらマンガ家 トキワ荘物語（園山）
- 若草の四姉妹

1982年
- アンドロメダ・ストーリーズ（大法官）
- あさりちゃん（ヤモリ、主人、記者）
- 機甲艦隊ダイラガーXV（ディック・アシモフ）
- 少年宮本武蔵 わんぱく二刀流（宮本武仁）
- ドラえもん（テレビ朝日版第1期）
- パタリロ!（1982年 - 1983年）
- まいっちんぐマチコ先生（ツノダ）
- みつばちマーヤの冒険（番兵）
- わが青春のアルカディア 無限軌道SSX（イルミダス艦隊指揮官）
- 吾輩は猫である（小山）

1983年
- 光速電神アルベガス（村松社長、ウエスト国代表）
- ストップ!! ひばりくん!（大曽根）
- スペースコブラ
- どくとるマンボウ&怪盗ジバコ 宇宙より愛をこめて（ダンツ）
- まんが日本史（満済、山名持豊、大内義興、山本勘助、今川義元）

1984年
- Gu-Guガンモ（リンダの父）
- 宗谷物語（副長、機関長、鉄造、船長）
- ビデオ戦士レザリオン（スティーブ・ローレンス、学園長、ゲプラー参謀学園長）
- 北斗の拳（1984年 - 1985年、カーネル、ヒドラ）
- 夢戦士ウイングマン（1984年 - 1985年、父）
- ルパン三世 PARTIII（1984年 - 1985年）

1985年
- 星銃士ビスマルク（ヤーコブ）

1986年
- 銀牙 -流れ星 銀-（スナイパー、ベム、大輔の父）
- ゲゲゲの鬼太郎（第3作）（1986年 - 1987年、健二の父、こうもり猫、さか柱、信者A、増田、ぬけ首、半魚人）
- 聖闘士星矢（1986年 - 1989年、老師）

1987年
- 新メイプルタウン物語 パームタウン編（サワーグナー、神父、店長、ラジオ局社長）

1988年
- キテレツ大百科（支店長、老執事、角堂、柳吉）
- 闘将!!拉麵男（ラーユ）
- ついでにとんちんかん（道薫）
- ビックリマン（もの魔ね、レーザー王）
- ひみつのアッコちゃん（1988年）（小岩親方）

1989年
- 悪魔くん（僧魚）
- エスパー魔美（吉良博士）
- 美味しんぼ（吉川清右衛門）

1990年
- かりあげクン（村山さん、岡田巡査）
- 新ビックリマン（もの魔ね）
- ドラゴンクエスト（老人、声）
- もーれつア太郎（会長）

1991年
- 緊急発進セイバーキッズ（ブラウン）
- ちびまる子ちゃん（1991年 - 2003年、ラーメン屋の主人、三田さん） - 2シリーズ
- シティーハンター'91（ボス）
- ハイスクールミステリー学園七不思議（田島真一）

1992年
- ドラゴンボールZ（1992年 - 1993年、人造人間20号〈ドクター・ゲロ〉）
- 21エモン（リゲルのパパ）
- バトルファイターズ 餓狼伝説（タン・フー・ルー）
- ファンタジーアドベンチャー 長靴をはいた猫の冒険
- フランダースの犬 ぼくのパトラッシュ（ボウマン）

1994年
- 蒼き伝説シュート!（的場監督）

1995年
- 空想科学世界ガリバーボーイ（首領）

1996年
- ゲゲゲの鬼太郎（第4作）（1996年 - 1997年、猫仙人、長老）

1997年
- 金田一少年の事件簿（蒲生剛三）
- ドラゴンボールGT（ドクター・ゲロ）

1998年
- ドクタースランプ（1998年 - 1999年、摘鶴天、神龍）
- ロードス島戦記-英雄騎士伝-（ラスター）

1999年
- トラブルチョコレート（大森鉄三郎）
- 週刊ストーリーランド（1999年 - 2000年）
  - 「天使の輪がみえる」（ボス）
  - 「相続のゆくえ」（執事）

2000年
- ONE PIECE（2000年 - 2010年、ゼフ〈初代〉、ラウル、先代署長）

2003年
- 高橋留美子劇場（田所）
- 釣りバカ日誌（爺）
- 花田少年史（中学の先生、八角先生）

2004年
- 名探偵コナン（2004年 - 2010年、校長、野平坊介）

2005年
- エンジェル・ハート（陳侍従長）
- MONSTER（ムスタファ）

2006年
- 爆球Hit! クラッシュビーダマン（西園寺蔵人）
- 半分の月がのぼる空（多田吉蔵）
- しばわんこの和のこころ（おじいちゃん）

2007年
- 銀魂（橋田賀兵衛）
- ゲゲゲの鬼太郎（第5作）（2007年 - 2008年、井戸仙人）
- 電脳コイル（イリーガル、ヌル、オジジ）

2008年
- おでんくん（湯貝教授）
- 墓場鬼太郎（落葉）
- はたらキッズ マイハム組（磯田）
- ポルフィの長い旅（ダモン）

2009年
- 戦場のヴァルキュリア（皇帝）

2010年
- ケロロ軍曹（ジララ大尉〈2代目〉）
- デジモンクロスウォーズ（2010年 - 2011年、デッカードラモン） - 2シリーズ
- ドラえもん（テレビ朝日版第2期）（大臣）
- ドラゴンボール改（人造人間20号〈ドクター・ゲロ〉）
- まじっく快斗（2010年 - 2012年、寺井黄之助）

2012年
- Another（榊原亮平）
- ゼロの使い魔F（老人）

2013年
- 聖闘士星矢Ω（2012年 - 2013年、老師〈童虎〉）
- 探検ドリランド（長老）
- ONE PIECE エピソードオブメリー 〜もうひとりの仲間の物語〜（ゼフ）

### 劇場アニメ
1969年
- 巨人の星 行け行け飛雄馬

1970年
- アタックNo.1 涙の回転レシーブ（梶岡）
- 巨人の星 宿命の対決

1972年
- ながぐつ三銃士（御者）
- 魔犬ライナー0011変身せよ!（エアカーの男）

1973年
- マジンガーZ対デビルマン（鉄仮面）

1975年
- グレートマジンガー対ゲッターロボG 空中大激突（所員）

1978年
- さらば宇宙戦艦ヤマト 愛の戦士たち（タラン）

1979年
- 龍の子太郎（予告編ナレーション）

1981年
- シリウスの伝説（マブゼの子分C）
- 夏への扉（ギムナジウム舎監）
- ユニコ（神様たち）

1982年
- 浮浪雲（留）
- FUTURE WAR 198X年
- わが青春のアルカディア（イルミダス将校）

1983年
- 幻魔大戦（アナウンサー）
- ナイン（校長）
- はだしのゲン
- パタリロ! スターダスト計画
- まんがイソップ物語（オオカミの運送屋）

1984年
- SF新世紀レンズマン（グリードル）
- キン肉マン 奪われたチャンピオンベルト（猛虎星人）
- キン肉マン 大暴れ!正義超人（大ウコン）

1985年
- キン肉マン 正義超人vs古代超人（ガンサタン）
- キン肉マン 逆襲!宇宙かくれ超人（ハイドラブートン）
- キン肉マン 晴れ姿!正義超人（ザ・ニオーッ）
- ペンギンズ・メモリー 幸福物語（看守）

1986年
- 北斗の拳

1987年
- 勝利投手（アナウンサー）

1988年
- 聖闘士星矢 真紅の少年伝説（老師）
- ビックリマン 無縁ゾーンの秘宝（悪PON児）

1989年
- 伊勢湾台風物語（五十嵐教頭）

1990年
- クロがいた夏（正造）
- ドラゴンボールZ この世で一番強いヤツ（Dr.コーチン）

1992年
- 三国志（1992年 - 1994年、王允、許子将、黄蓋、黄忠） - 3作品
- ドラゴンボールZ 極限バトル!!三大超サイヤ人（Dr.ゲロ）

### OVA
1983年
- 緑の猫（ヘック・ベン）

1984年
- 黒い雨にうたれて（義男の父）

1986年
- るーみっくわーるど 炎トリッパー（名主）

1988年
- 銀河英雄伝説（セバスティアン）

1991年
- 帝都物語（目方新）

1995年
- 青い瞳の銀鈴「GinRei with blue eyes」（チャンダナ）

1998年
- 銀河英雄伝説外伝 朝の夢、夜の歌（セバスティアン）
- MASTERキートン（ポール・ウィルキンス）

2002年
- 聖闘士星矢 冥王ハーデス十二宮編（老師）

2004年
- Re キューティーハニー（本部長）

2009年
- 蟲極道 蜜団子抗争編

2010年
- ONE PIECE FILM STRONG WORLD EPISODE:0（ゼフ、先代署長）

### ゲーム
2015年以降の出演作品は生前の収録音声を引用したライブラリー出演。
1989年
- 天外魔境 ZIRIA（ダンジョウ、ボクデン、ムサシ）

1991年
- エグザイル 〜時の狭間へ〜（ファキール）
- BURAI（1991年 - 1992年、ロマール） - 2作品

1993年
- 天外魔境 風雲カブキ伝（ジョウコウ、ネッシー）
- ドラゴンボールZ 超武闘伝（人造人間20号）

1994年
- ストライダー飛竜（候王）
- ドラゴンボールZ2 Super Battle（人造人間20号）
- LUNAR エターナルブルー（ライナス）

1996年
- DEAD OR ALIVE（1996年 - 2004年、雷道） - 3作品
- ドラゴンボールZ 偉大なるドラゴンボール伝説（人造人間20号）

1997年
- BSゼルダの伝説 古代の石盤（アジナ）
- BSファイアーエムブレム アカネイア戦記編（ボア〈司祭〉、ダイス〈戦士〉、ブルザーク〈マムクート〉） - 3作品
- マリア 君たちが生まれた理由（桑原律夫）

1998年
- クロックタワーゴーストヘッド（鷹野初）
- ブシドーブレード弐（本宮五十八、榊玄鷹）

1999年
- スーパーロボット大戦コンプリートボックス（ケビン・オールト、鉄甲鬼、『第2次スーパーロボット大戦』ナレーション）

2000年
- 宇宙戦艦ヤマト（2000年 - 2005年、タラン、水谷艦長） - 4作品

2001年
- 決戦II（曹伯）
- From TV animation ONE PIECE とびだせ海賊団!（ゼフ）

2003年
- クイズマジックアカデミー（2003年 - 2004年、サンダース） - 2作品
- ドラゴンボールZ（人造人間20号〈Dr.ゲロ〉）
- From TV animation ONE PIECE オーシャンズドリーム（ゼフ）

2004年
- ドラゴンボールZ 舞空闘劇（ドクターゲロ）
- ドラゴンボールZ2（Dr.ゲロ）

2005年
- ドラゴンボールZ スパーキング!（ドクター・ゲロ）
- ドラゴンボールZ 舞空烈戦（ドクター・ゲロ）
- ドラゴンボールZ3（Dr.ゲロ）
- ONE PIECE グラバト! RUSH（ゼフ）
- ONE PIECE パイレーツカーニバル（ゼフ）

2006年
- ジョジョの奇妙な冒険 ファントムブラッド（ダリオ・ブランドー）
- スパルタン 〜古代ギリシャ英雄伝〜（アルキメデス）
- 天外魔境 ZIRIA〜遥かなるジパング〜（カーメンカーメン）
- 天下人（木下秀吉）
- ときめきメモリアル Girl's Side 2nd Kiss（佐伯総一郎）
- ドラゴンボールZ スパーキング! ネオ（ドクター・ゲロ）

2007年
- 聖闘士星矢 冥王ハーデス十二宮編（老師）
- ドラゴンボールZ スパーキング! メテオ（ドクター・ゲロ）
- ドラゴンボールZ 遥かなる悟空伝説（ドクター・ゲロ）
- ONE PIECE アンリミテッドアドベンチャー（ゼフ）

2008年
- 風のクロノア door to phantomile（じっちゃん）※Wii版
- スーパーロボット大戦A PORTABLE（鉄甲鬼）
- スーパーロボット大戦Z（グラー博士、鉄甲鬼、牛剣鬼、独眼鬼）
- ドラゴンボールZ インフィニットワールド（Dr.ゲロ）
- ポイズンピンク（Chateletze）
- 龍が如く 見参!（宝蔵院胤栄）
- WORLD DESTRUCTION 導かれし意思（黄陸王）

2009年
- テイルズ オブ グレイセス（2009年 - 2010年、デール公爵） - 2作品
- ドラゴンボール レイジングブラスト（ドクター・ゲロ）
- ONE PIECE ワンピーベリーマッチ（ゼフ）

2010年
- ドラゴンボール タッグバーサス（ドクター・ゲロ）
- ドラゴンボールヒーローズ（2010年 - 、Dr.ゲロ） - 5作品
- ドラゴンボール レイジングブラスト2（ドクター・ゲロ）
- トリニティ ジルオール ゼロ（ゾフォル）
- 龍が如く4 伝説を継ぐもの（上野吉春）

2011年
- 聖闘士星矢戦記（老師）
- ドラゴンボール改 アルティメット武闘伝（ドクター・ゲロ）
- TROY無双（ナレーション）

2012年
- 新・光神話 パルテナの鏡（ディントス）
- NINJA GAIDEN 3（LOA会長）
- ワンピース 海賊無双（2012年 - 2015年、ゼフ） - 2作品
- ワンピース ROMANCE DAWN 冒険の夜明け（ゼフ）

2013年
- 聖闘士星矢 ブレイブ・ソルジャーズ（老師）

2014年
- ONE PIECE ワンピースキングス（ゼフ）

2015年
- 聖闘士星矢 ソルジャーズ・ソウル（老師）
- ドラゴンボールZ 超究極武闘伝（ドクター・ゲロ）

2019年
- スーパードラゴンボールヒーローズ ワールドミッション（ドクター・ゲロ）

### ドラマCD
- インフェリウス惑星戦史外伝 CONDITION GREEN（クユス・ロータル）
- 彼方から（先生）
- 餓狼伝説 〜宿命の闘い〜 CDサウンド ドラマアルバム No.1 復讐の狼（タン）
- キノの旅 -the Beautiful World-（レールを磨く老人）
- CDドラマコレクションズ 三國志（司馬徽徳操）
- 集英社カセットコミックシリーズ 聖闘士星矢 黄金十二宮〈前編〉（老師）
- ソード・ワールド いにしえの巨人伝説 序章（うるわしの我が家亭主人）
- "続" 淑女養成CD ―執事が貴女にマナーをお教え致します―（ピーター）
- 新撰組異聞 蒼き狼たちの神話1天道（小栗忠順）
- テイルズ オブ エターニア（クラウディオ・ゾシモス）
- テイルズ オブ グレイセス エフ 2011 Summer 夜祭り編（デール）
- 半分の月がのぼる空（多田吉蔵）※電撃HP通信販売専用
- ペルソナ3 ポータブル Vol.2（北村文吉）
- ロードス島戦記（ナダール村長）

### 吹き替え

#### 映画
- アロー・ヘッド（トリアーノ〈ジャック・パランス〉）
- 怒りの河 ※フジテレビ版
- エイセス/大空の誓い（シムズ将軍〈ミッチ・ライアン〉）
- 狼男アメリカン（コリンズ〈フランク・オズ〉）
- 恐怖の岬 ※NETテレビ版
- 海底決戦隊（パイロット、手下1、操縦士）
- 火星人地球大襲撃（ギブソン）※NETテレビ版
- 空爆特攻隊 ※テレビ朝日版（DVD収録）
- クレイジー・ハート（ジャック・グリーン〈ポール・ハーマン〉）
- 激戦地（シラー）※日本テレビ版
- 荒野の七人（ソテロ） ※NET版
- 猿の惑星・征服
- 殺人魚フライングキラー（ラウル〈テッド・リチャード〉） ※日本テレビ版
- 地獄への道（ロイ〈ジョージ・チャンドラー〉）
- ジャガーノート（ニコラス・ポーター専務〈イアン・ホルム〉）
- スパルタカス（クリクサス〈ジョン・アイアランド〉） ※フジテレビ版（思い出の復刻版BD収録）
- 戦略大作戦
- 大侵略（サドック〈アリ・ベン・アイド〉）
- 007 ゴールドフィンガー（マーティン・ソロ〈マーティン・ベンソン〉） ※NET版
- チャレンジャー（二―リー〈ファーリー・グレンジャー〉）
- 超高層プロフェッショナル（ダンサー〈リチャード・リンチ〉）
- デイ・アフター・トゥモロー（テリー・ラプソン教授〈イアン・ホルム〉） ※テレビ版
- D-WARS ディー・ウォーズ
- トランスポーターシリーズ（タルコーニ警部〈フランソワ・ベルレアン〉） ※テレビ朝日版
  - トランスポーター
  - トランスポーター2[35]
  - トランスポーター3 アンリミテッド
- トレイ・ヒルマン 2008新春スペシャル対談 ※NHK衛星第一
- ナイト・ウォッチ（ジョンソン）
- パットン大戦車軍団（ニュースフィルムナレーション）※LD版
- 美人殺人部隊（ブーン大統領〈クラウス・キンスキー〉）
- 羊たちの沈没（巡査部長〈ラリー・ストーチ〉）
- 暴走パニック超特急
- ボー・ジェスト（軍曹、下士官）
- ミニミニ大作戦
- 野望の階段
- 山（セルボ〈ステイシー・ハリス〉）
- 夕陽よ急げ

#### ドラマ
- 宇宙探検 ※NHK版[注釈 2]
- アウター・リミッツ（クロフォード将軍、バジル・ジェリコ） ※1963年版
- アメリカン・ヒーロー（バンチ〈アンソニー・チャルノタ〉）
- ER XI 緊急救命室（アーノルド・ブリクストン〈ジェームズ・オーティス〉）第21話
- 宇宙大作戦（ワイアット・アープ〈ロン・ソブル〉 他）
- うわさの刑事 テキーラとボネッティ（アルトゥーロ・メディナ〈トニー・プラナ〉）
- FBIアメリカ連邦警察
- 奥さまは魔女（キャッチャー 他）※第6話・第170話
- 刑事コロンボ 愛情の計算（ナレーター〈ピーター・ウォーカー〉）
- 原子力潜水艦シービュー号「金星への旅」（ケンタウル人）
- コールドケース2（ウィルバー所長〈現在〉）
- 新スパイ大作戦 灼熱のマッド・エージェント（クロスビー、男(6)）
- ジェシカおばさんの事件簿
  - 道づれは怖い人
  - 広告とるのも命がけ（キンケイド）
- DALLAS/スキャンダラス・シティ #2
- スタートレックシリーズ
  - 新スタートレック（ミスター・スポック〈レナード・ニモイ〉、テイ副司令官、ロベール〈ジェレミー・ケンプ〉）
  - スタートレック:ディスカバリー（ミスター・スポック〈レナード・ニモイ〉）※ライブラリ出演
- スパイ大作戦
  - 二重スパイをでっちあげろ!（館員）
  - 金庫へ追い込め！（大蔵省の警備将校）
  - 巨頭会談（警備兵A、国境の係官）
  - ガラスの監房（刑務所の警備兵C）
  - 地下百メートルの円盤（Part 1, 2）（警備兵A）
  - ニトログリセリン（警備員）
  - 幻の殺人（オットー）
  - 王家の血（Part 3）（刑務所の警備兵B）
  - 暗殺路線（モイヤの部下の将校）
  - 大量殺戮兵器（正門の警備兵B）
  - 素人スパイ（マックス）
  - 自白テープ（ベルカー）
  - 対決! ハスラーの決戦（トレド、コルトン）
  - 脱出請負業（葬儀屋、バーテン）
- スペース1999 月よ動け! 郷愁の惑星トーラ
- 0011ナポレオン・ソロ（衛兵）
- チャーリーズ・エンジェル（ビル・ダンカン〈マイケル・ベル〉）
- 地上最強の美女 バイオニック・ジェミー（ペイトン・ジョーンズ〈ピーター・ハスケル〉 他）
- 特捜班CI-5（ジョルジ〈マイケル・ラティマー〉）
- 特攻野郎Aチーム
- ナイトライダー（デ・ロルカ）
- GALACTICA/ギャラクティカ（カビル〈ディーン・ストックウェル〉）
- プリズナーNo.6 地図にない村（職業紹介所の男）
- プリズン・ブレイク（ロジャー・ノールトン〈ジョン・ゲッツ〉）
- 名探偵ポワロ ※NHK版
  - 砂に描かれた三角形（税関員、露天商）
  - 黄色いアイリス（スティーブン・カーター）
- メントーズ〜世界の偉人たちからのメッセージ〜（ジェームズ・ネイスミス）
- ヤングライダーズ シーズン3（メトカーフ）

#### アニメ
- 西遊記 孫悟空対白骨婦人（狼怪）
- ピラミッド名作アニメシリーズ バッグス・バニー ※大陸書房版
- ディズニーランド

#### 人形劇
- キャプテン・スカーレット
  - ブラック大尉を探せ（ハリス、警備兵3、ガイガー・オペレーター）
  - 北部地球防衛軍あやうし!
  - アルプス上空の危機（記者）
- サンダーバード
  - 死の大金庫（ラブグローブ）
  - 公爵夫人の危機（ディーラー2）
  - 海上ステーションの危機（国連海軍提督）
- ジョー90 細菌爆弾X-41（警備員1、警備員2）
- スーパーカー 魔のセンターライン（ジョー・ホイル）※フジテレビ版
- ロンドン指令X
  - スパイ脱獄（サンダース）
  - 国王暗殺計画（機長）

### 特撮
1966年
- ウルトラマン（地底人Xの声）

1967年
- ウルトラセブン（宇宙ハンタークール星人の声、宇宙鳥人アイロス星人の声）

1968年
- ウルトラセブン（ミニ宇宙人ポール星人の声、宇宙猿人ゴーロン星人の声）
- 戦え! マイティジャック（友好宇宙人モノロン星人の声）

1971年
- シルバー仮面（シャイン星人の声）

1973年
- ロボット刑事（ナナツマンの声、スプリングマンの声、ハグルマンの声）

1974年
- SFドラマ 猿の軍団（学者の声、ガム署長の声、ガーバの声、車掌の声）
- がんばれ!! ロボコン（ロボパーの声、ロボメカの声）

1975年
- アクマイザー3（イビルの声）

1976年
- 超神ビビューン（イビルの声）

2000年
- ブースカ! ブースカ!!（ふしぎな雛の木の声）

### ラジオドラマ
- オールナイトニッポン
  - 宇宙戦艦ヤマト（タラン将軍）
  - さらば宇宙戦艦ヤマト（タラン将軍、地球防衛軍参謀長）
- 箱根駅伝応援スペシャル〜5夜連続ラジオドラマ『風が強く吹いている』（大家）
- NHK-FM サウンド夢工房「ガール・ミーツ・ボーイ」（1990年）
- NHK-FM 青春アドベンチャー
  - 新ガリバー旅行記（1998年） - じいさん
  - 封神演義（1998年） - 姫昌
- 青山二丁目劇場
  - 赤井英和 どついたるねん（2007年） - 浅田校長、エディ・タウンゼント
  - 風が強く吹いている（2007年） - 田崎源一郎
  - 籐子の恋（2007年） - 鈴木義彦
  - 佐武と市捕物控（2008年） - 彌八
  - かけることの2（2009年） - 町内会長
  - こい!ここぞというとき（2009年） - 町内会長
  - 三国想話（2009年） - 王蝉
  - 愛しい偽りの老婆（2010年） - 柳俊太郎
  - 怪傑!シルバー窃盗団（2010年） - 鈴木秀輝
  - 三丁目の夕日 夕焼けの詩（2011年） - 安達信夫
  - SHINIGAMI（2012年） - 深町光郎
  - シーサイドハウス（2012年） - 稲葉博之
  - たのきゅう（2013年） - うわばみ
  - 絶対友情探偵（2013年） - 大沢
  - ホタルコンシェルジュ（2013年） - 岡村
  - ひび割れたフルムーン（2013年） - 博司
  - えびす食堂（2014年） - 老紳士
- 花の慶次（2011年） - 村井若水

### ナレーション
- FNSドキュメンタリー大賞「人生楽しく生きた者勝ち」（フジテレビ、2010年）
- 岸朝子のNippon食遺産 第2章（旅チャンネル）
- クローズアップ現代（NHK総合、ナレーション、やなせたかしの証言の朗読、他）
- ケンタロウ×栗原心平 白金台三丁目食堂（フーディーズTV）
- スーパーニュース（フジテレビ）
- みんなのせかい（NHK教育テレビ）
- 匠の息吹を伝える〜“絶対”なき技術の伝承〜（サイエンスチャンネル）
- どうする?東京（TOKYO-MX）
- BSマンガ夜話「弥次喜多inDEEP」（NHK-BS2）
- ぼくらの宝物（NST・新潟総合テレビ、2007年、2008年、新潟ローカル番組）
- 中居正広の金曜日のスマイルたちへ「水木しげる&武良夫妻 ゲゲゲの女房 大ヒットの真相」（TBS、ナレーション、水木しげるの証言の朗読、他、2010年）
- マジカル頭脳パワー!!（日本テレビ）
- モタさんの言葉（NHK ワンセグ2）
- ビートたけしのTVタックル（テレビ朝日）
- 情報プレゼンター とくダネ!（フジテレビ）
- ウルトラマンレオ ソノシート「ああ、東京大沈没!!」
- 朝日ソノラマ ソノシート・ ゲッターロボ
- FNNスーパーニュース（フジテレビ）
- 防犯先生の安全基礎体力づくり (2009年、製作：NHKグローバルメディアサービス、株式会社ステップ総合研究所）

### ボイスオーバー
- NHKスペシャル（NHK総合）
  - 映像の世紀
    - 第5集「世界は地獄を見た」（ドイツ人将校手記、神風特攻隊員遺書の朗読）
    - 第7集「勝者の世界分割」（ハリー・S・トルーマンの声）
- 飛び出せ!科学くん（TBS、2009年10月12日）
- 世界の果てまでイッテQ!（日本テレビ、2010年）
- 土曜プレミアム「独占解明!誰がツタンカーメンを殺したのか!? 〜謎の少年王・悲劇の生涯〜」（フジテレビ、2012年8月11日）
- 超潜入!リアルスコープハイパー（フジテレビ、2013年6月22日）
- トリビアの泉 〜素晴らしきムダ知識〜（フジテレビ）「『アルプスの少女ハイジ』の映画版でペーターを演じていたのはチャーリー・シーン」（アルムおんじの声の吹き替え）
- ビートたけしの!こんなはずでは!!（テレビ朝日）
- ビートたけしのTVタックル（テレビ朝日）
- 食彩の王国（テレビ朝日）
- BS世界のドキュメンタリー（NHK BS1）
- どうぶつ奇想天外!（TBS）
- JNN報道特集（TBS）
- 謎を解け!まさかのミステリー（日本テレビ）
- ニュース23（TBS）
- 日立 世界・ふしぎ発見!（TBS）
- ザ・スクープ（テレビ朝日）
- ハイビジョン特集（NHK BSプレミアム）
- クローズアップ現代（NHK総合、やなせたかしの証言の朗読、他）
- 美の巨人たち（テレビ東京）
- 中居正広の金曜日のスマイルたちへ「水木しげる&武良夫妻 ゲゲゲの女房 大ヒットの真相」（TBS、水木しげるの証言の朗読、他、2010年）
- コズミックフロント〜発見！驚異の大宇宙〜「旧ソ連 幻の宇宙計画〜天才科学者コロリョフの見た夢〜」（ボイスオーバー）
- 爆報! THE フライデー（TBS、篠沢秀夫の証言の朗読、他）

### テレビドラマ
- レッツ・ゴー ミュンヘン 第1話（1971年、東京12チャンネル） - 実況アナウンサー
- 裸の大将放浪記 第1作（1980年、関西テレビ） - ラジオアナウンサー
- 火曜サスペンス劇場「ロープ殺人事件 少年の死の背後にかくされた真実は何か?」（1985年、日本テレビ）
- 土曜ワイド劇場「カルチャースクール連続殺人事件」（1987年、テレビ朝日）
- 連続テレビ小説『純情きらり』 第104話（2006年） - アナウンサーの声

### CMナレーション
- バンダイ「ラジオコントロール・バイオロボ」（1984年）
- バンダイ「ラジオコントロール・シャイアン」（1984年）
- ポピー「超合金・UFOロボ グレンダイザー」（記者の声、1975年）
- ポピー「チャレンジマシーン」（1975年）
- ポピー 超合金ロボコンシリーズ （ロボパーの声、1976年）
- ポピー「ポピニカ・アローエンブレム グランプリの鷹」（実況アナウンサーの声、1977年）
- 松下電器産業 ナショナル 掃除機スタンバイ 「なでるよりたたけ」編 ラジオCM（1981年）
- リンナイECO ONE「赤ちゃんサミット編」[36]
- 明治 (企業)「明治プロビオヨーグルトLG21」（マーシャル博士の声、2006年、2007年）
- 日本ケロッグ「コンボ」のCM「キングコンボ vs ジャングルチーム」編（ジャングルチームの動物達の声）

### その他コンテンツ
- 朝日ソノラマ・ソノシート「超電磁マシーン ボルテスV」
- 万創・ソノシート「ジャンボーグA」（岸竜蔵隊長の声）

### シリーズ一覧
1. ↑  『第一部・英雄たちの夜明け』（1992年）、『第二部・長江燃ゆ!』（1993年）、『完結編・遥かなる大地』（1994年）
2. ↑  『ブライ 八玉の勇士伝説』（1991年）、『ブライII 闇皇帝の逆襲』（1992年）
3. ↑  『デッド オア アライブ』（1996年）、『++』（1998年）、『ULTIMATE』（2004年）
4. ↑  『第1話 パレス陥落』、『第3話 正義の盗賊団』、『第4話 始まりのとき』
5. ↑  『さらば宇宙戦艦ヤマト』（2000年）、『特打ヒーローズ 宇宙戦艦ヤマト タイピング拡散波動砲』（2001年）、『イスカンダルへの追憶』（2004年）、『暗黒星団帝国の逆襲』（2005年）
6. ↑  『クイズマジックアカデミー』（2003年）、『2』（2004年）
7. ↑  『テイルズ オブ グレイセス』（2009年）、『エフ』（2010年）
8. ↑  『ドラゴンボールヒーローズ』、『ドラゴンボールヒーローズ アルティメットミッション』シリーズ（無印、2、X）、『スーパードラゴンボールヒーローズ』
9. ↑  『海賊無双』（2012年）、『海賊無双3』（2015年）